# 红花集镇
红花集镇，是中华人民共和国河南省周口市西华县下辖的一个乡镇级行政单位。

## 行政区划
红花集镇下辖以下地区：
红花村、寇庄村、水坑王村、赤狼村、王庄村、寺后刘村、上郭桥村、关口村、南高庄村、刘奎庄村、张庄村、南凌村、屈庄村、龙池头村、凌桥村、护档城村、东高庄村、肖六村、杜岗村、柳城村、郑庄村、纪庄村、宁庄村、田楼村、王桥村和下郭桥村。